# Elles (film, 2011)
Pour les articles homonymes, voir Elles.
Pour plus de détails, voir Fiche technique et Distribution.
Elles est un film franco-germano-polonais réalisé par Małgorzata Szumowska, produit en 2011 et sorti en France le 1er février 2012 et en Belgique le 18 avril 2012.

## Synopsis
Au cours d’une journée. Anne (Juliette Binoche) tente de respecter la date limite pour livrer son article sur la prostitution, tout en faisant les courses et en préparant le dîner pour le patron de son mari et sa femme. Elle s’inquiète également pour ses deux fils, dont l’aîné sèche les cours tandis que le plus jeune semble commencer à devenir accro aux jeux vidéo. Ce récit est interrompu par des flashbacks de conversations qu’Anne a eu avec deux étudiantes, des scènes de leur vie et l’effet que leur travail dans l’industrie du sexe a sur eux et leurs proches.
Anne interviewe Alicja (Joanna Kulig), qui, arrivée de Pologne pour étudier en France, a non seulement perdu sa valise, mais a trouvé que les conseillers étudiants n’étaient pas très utiles au moment où elle en avait besoin. Un autre étudiant est venu à son secours, mais a admis que sa générosité était en partie un acte de drague. Au moment où nous la voyons interviewée par Anne, Alicja a gagné assez d’argent pour avoir un très bel appartement avec des vêtements de marque et des sacs à main. Elle est beaucoup plus hédoniste que Charlotte et commence à saouler Anne au cours de l’interview dans son appartement. Lorsqu’on lui demande qui sont ses clients, Alicja répond simplement qu’ils sont des maris qui s’ennuient. Pour Alicja, le fait d’être seule dans un pays étranger l’a apparemment amené à beaucoup plus de liberté que ce dont elle jouissait chez elle, mais lorsqu’on lui demande si elle voulait arrêter, elle admet qu’il y a un élément de dépendance dans la façon dont elle gagne son argent.
Charlotte (Anaïs Demoustier) est une personne tout à fait différente, qui semble très détendue sur les rapports sexuels qu’elle a avec ses clients. Elle a essayé de travailler à temps partiel, mais ses études en ont souffert, alors elle s’est tournée vers la prostitution. Mais elle fait toujours des quarts de travail occasionnels car elle doit être en mesure d’expliquer à sa famille et à son petit ami d’où vient son argent. Ces rencontres sexuelles conduisent inévitablement à des conflits dans sa relation avec son petit ami, qui à un moment donné exige de savoir si elle voit quelqu’un d’autre. Sa nature amicale de fille d’à côté amène ses clients à se confier à elle sur leur vie – leur travail, leurs épouses – ce qui a surpris Charlotte car elle avait imaginé que le travail aurait été du sexe non-stop.
La façon dont la vie des étudiantes se déroule est laissée à la discrétion du spectateur, la fin du film se concentrant davantage sur la vie d’Anne et l’effet que ces rencontres avec les deux étudiantes ont eu sur elle et sa relation avec son mari.

## Fiche technique
- Titre : Elles
- Réalisation : Małgorzata Szumowska
- Scénario et dialogues : Tine Byrckel et Małgorzata Szumowska
- Musique : Paweł Mykietyn
- Photographie : Michał Englert
- Montage : Françoise Tourmen et Jacek Drosio
- Son : André Rigaut
- Costumes : Katarzyna Lewinska
- Langue :  Français - Polonais
- Décors : Pauline Bourdon
- Productrice : Marianne Slot
- Producteur exécutif : Olivier Guerbois
- Pays[1] :  France,  Pologne,  Allemagne
- Sociétés de production : Slot Machine, Zentropa, Canal+ Pologne, ZDF
- Genre : Drame
- Durée : 96 minutes
- Dates de sortie : 
  -  Canada 9 septembre 2011 (Festival international du film de Toronto)
  -  France 1er février 2012
  -  Pologne 17 février 2012
  -  Allemagne 29 mars 2012
  -  Belgique 18 avril 2012
- Classification :
  -  Royaume-Uni : interdit aux moins de 18 ans[2]

## Distribution
- Juliette Binoche : Anne
- Joanna Kulig : Alicja
- Anaïs Demoustier : Charlotte
- Louis-Do de Lencquesaing : Patrick
- Krystyna Janda : la mère d'Alicja
- Andrzej Chyra : le client sadique
- Ali Marhyar : Saïd
- Jean-Marie Binoche : le père d'Anne
- François Civil : Florent
- Pablo Beugnet : Stéphane
- Valérie Dréville : la mère de Charlotte
- Jean-Louis Coulloc'h : le père de Charlotte
- Arthur Moncla : Thomas
- Scali Delpeyrat : Charles
- Laurence Ragon : Colette
- Alain Libolt : le mari de Colette
- Swann Arlaud : le jeune client
- Nicolas Layani : le client guitare
- Laurent Jumeaucourt : le client grains de beauté
- José Fumanal : le client qui pleure
- Martine Vandeville : la secrétaire université
- Jenny Bellay : la voisine retraitée
- Tom Henin : l'ami de Florent

## Box office
Le film a dépassé les 104 000 entrées. Il a une rentabilité de 26 %